# Xysticus conflatus
Espèce
Xysticus conflatus est une espèce d'araignées aranéomorphes de la famille des Thomisidae.

## Distribution
Cette espèce se rencontre en Chine au Gansu et en Corée du Sud,.

## Publication originale
- Tang, Song & Zhu, 1995 : On some species of crab spiders (Araneae: Thomisidae) from Kansu, China. Acta Arachnologica Sinica, vol. 4, p. 17-22.